# 仲摩純平
仲摩 純平（なかま じゅんぺい、1983年3月9日 - ）は、広島県呉市出身の元プロバスケットボール選手である。ポジションはシューティングガード。2005年のbjリーグ発足とともにプロ入りし、2010-11シーズンにはオールスターゲーム出場を果たした。元プロバスケットボール選手の仲摩匠平は弟。

## 人物
両親は共に元バスケットボール選手で、父親は地元のミニバスケットボールチームのコーチ。兄・良平と弟・匠平の3人兄弟の次男に生まれる。呉市立港町小学校4年生の時に地元のチームに入団し、バスケットボールを始める。2年次には広島県大会で優勝。広島商では2年連続でウィンターカップに出場、2年次にはベスト16を経験する。
拓殖大学進学後も1年でインカレに出場するなどしていたが、中退する。その後、兄の良平が所属するクラブチーム・美鈴が丘クラブに入団し、2004年には兄や浦伸嘉らと共に国体に出場。
2005年にbjリーグが発足すると、東京アパッチにドラフト外で入団し、2010-11シーズンには主催者推薦によってオールスターゲームに出場した。2011-12シーズン、東京アパッチは東日本大震災の影響で活動を休止したため、弟の匠平も所属する島根スサノオマジックに移籍、レギュラーシーズンからプレイオフにまで全試合に出場した。シーズン終了後にフリーエージェント権を行使し、滋賀レイクスターズに移籍した。2013-14シーズン終了をもって現役を引退した。

## 記録
| シーズン         | チーム | GP | GS | MPG  | FG%  | 3P%  | FT%  | RPG | APG | SPG | BPG | TO  | PPG  |
| ---------------- | ------ | -- | -- | ---- | ---- | ---- | ---- | --- | --- | --- | --- | --- | ---- |
| bjリーグ 2005-06 | 東京   | 36 | 1  |      |      |      |      |     |     |     |     |     | 5.1  |
| bjリーグ 2006-07 | 東京   | 29 | 14 |      |      |      |      |     |     |     |     |     | 5.5  |
| bjリーグ 2007-08 | 東京   | 27 | 22 |      |      |      |      |     |     |     |     |     | 4.5  |
| bjリーグ 2008-09 | 東京   | 43 | 13 |      |      |      |      |     |     |     |     |     | 4.3  |
| bjリーグ 2009-10 | 東京   | 43 | 4  |      |      |      |      |     |     |     |     |     | 4.4  |
| bjリーグ 2010-11 | 東京   | 34 | 29 |      |      |      |      |     |     |     |     |     | 11.6 |
| bjリーグ 2011-12 | 島根   | 52 | 23 |      |      |      |      |     |     |     |     |     | 5.7  |
| bjリーグ 2012-13 | 滋賀   | 48 | 46 | 20.1 | .405 | .328 | .622 | 3.2 | 1.6 | 0.9 | 0.1 | 1.3 | 6.9  |
| bjリーグ 2013-14 | 滋賀   | 45 |    | 21.4 | .386 | .327 | .648 | 2.0 | 2.0 | 0.9 | 0.2 | 1.4 | 5.4  |